# Västra hamnen (Helsingfors)
Västra hamnen är en passagerarhamn i stadsdelen Västra hamnen i Helsingfors, främst i delområdet Busholmen.

## Terminaler och bryggor

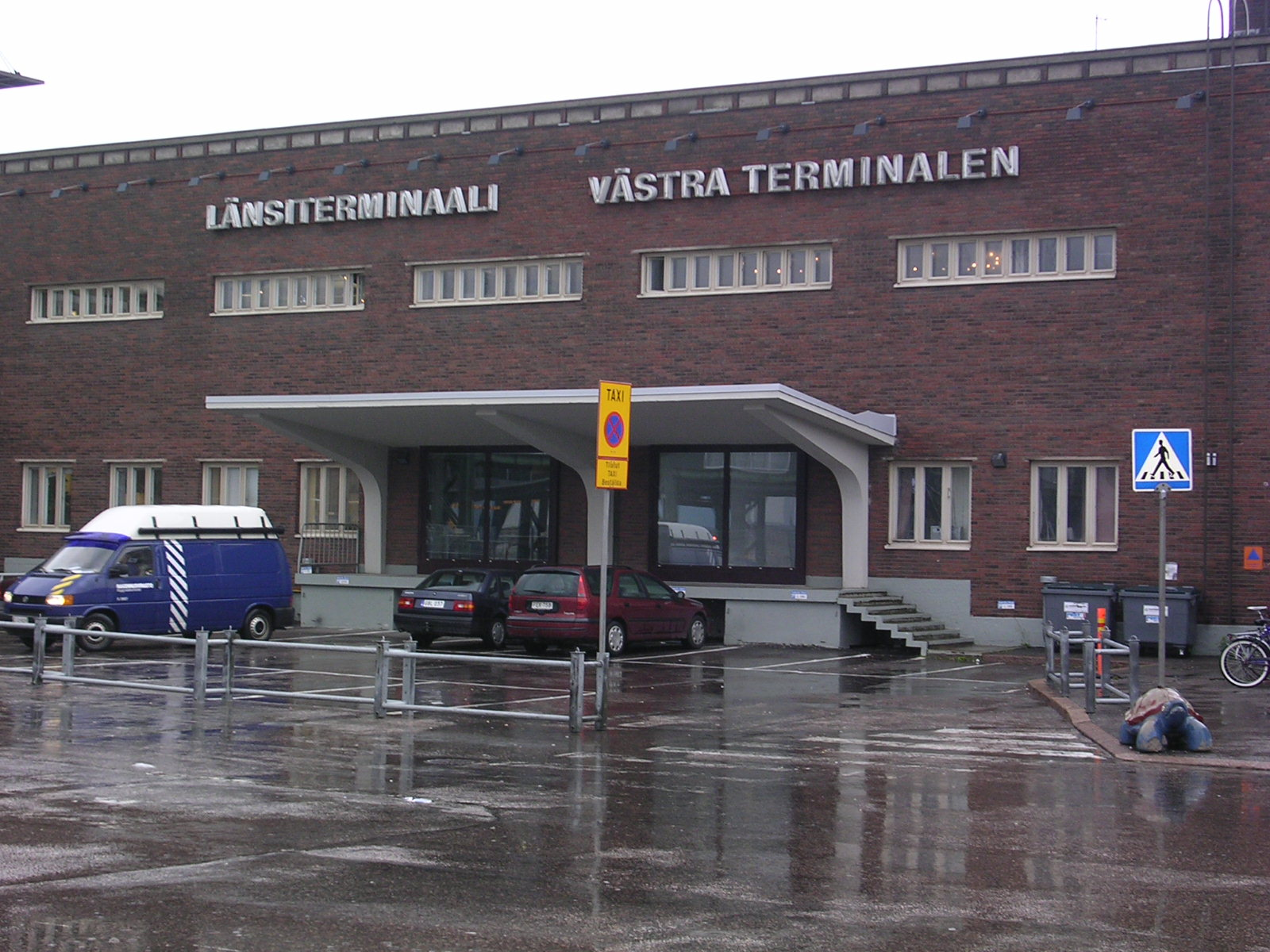
Västra terminal 1

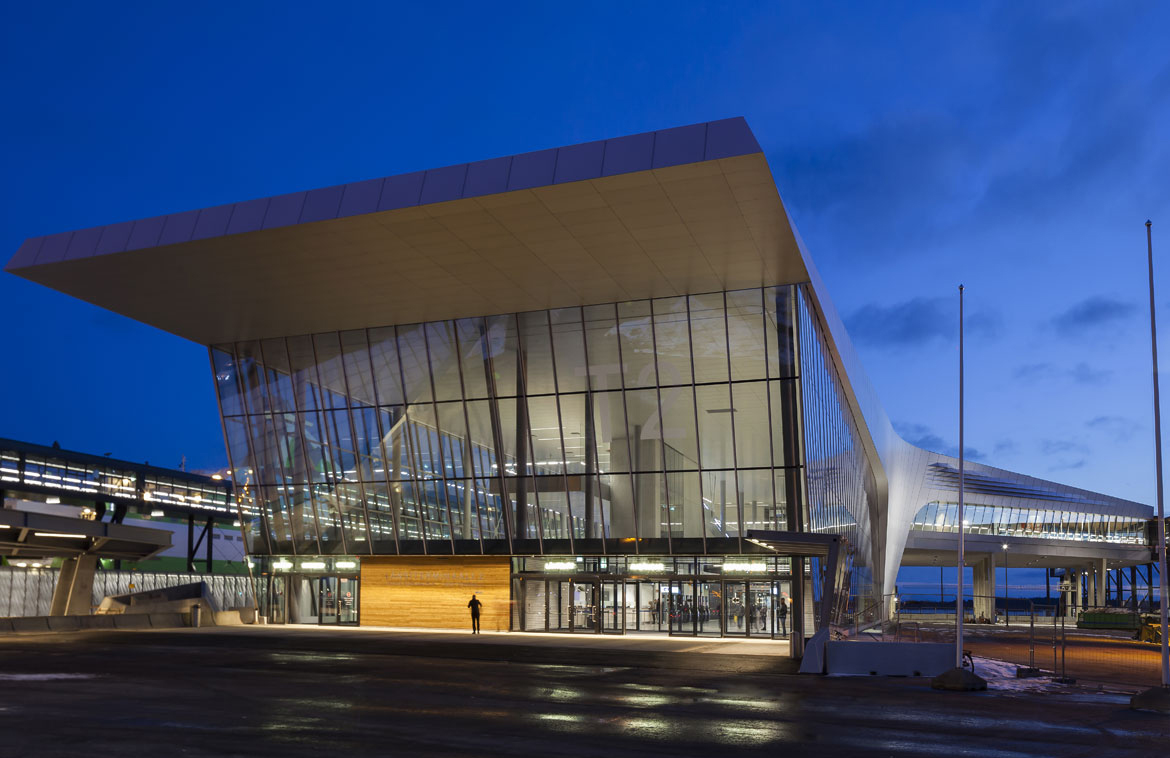
Västra terminal 2

Det är en av de två passagerarhamnarna i stadens centrum: fartyg trafikerar också Södra hamnen, runt Kauppatori. Västra hamnen har två passagerarterminaler, båda belägna på Busholmen. Västra terminalen 1 (T1) används främst av passagerarfartyg som seglar från Helsingfors till S:t Petersburg, men även av fartyg som seglar från Helsingfors till Tallinn. I februari 2017 färdigställdes den nya Västra terminal 2 (T2), som är reserverad för höghastighetslinjer mellan Helsingfors och Tallinn.

## Fartyg som trafikerar hamnen
| Fartygsvarv | Fartyg           | Rutt                |
| ----------- | ---------------- | ------------------- |
| Tallink     | M/S Megastar     | Helsingfors–Tallinn |
| Tallink     | M/S MyStar       | Helsingfors–Tallinn |
| Tallink     | M/S Silja Europa | Helsingfors–Tallinn |
| Eckerö Line | M/S Finlandia    | Helsingfors–Tallinn |